# アンテイ＝サンタンドレ
アンテイ＝サンタンドレ（フランス語: Antey-Saint-André [ɑ̃tɛj sɛ̃tɑ̃dʁe]）は、イタリア共和国ヴァッレ・ダオスタ州にある、人口約600人の基礎自治体（コムーネ）。

## 地理

### 位置・広がり

#### 隣接コムーネ
隣接するコムーネは以下の通り。
- シャモワ
- シャティヨン
- ラ・マドレーヌ
- サン＝ドニ
- トルニョン
- ヴァルトゥルナンシュ

## 行政

### 分離集落
アンテイ＝サンタンドレには、以下の分離集落（フラツィオーネ）がある。
- Antey-Saint-André, Avout, Bourg (sede comunale), Buisson, Cérian, Challien, Chessin, Covalou, Épaillon, Fiernaz, Filey, Grand-Moulin, Hérin, Liex, Lillaz, Lod, Moulin, Navillod, Noussan, Nuarsaz, Petit-Antey, Ruvère, Villettaz

Località: Champagne, Chesod, Lilla, Sounère

## 姉妹都市
- サンタンドレーア・アポストロ・デッロ・イオーニオ、イタリア
- Mornac-sur-Seudre、フランス
- Les Mathes、フランス